# Fetish (bài hát)
"Fetish" là một bài hát của ca sĩ người Hoa Kỳ Selena Gomez hợp tác với rapper người Hoa Kỳ Gucci Mane. Bài hát được viết bởi Gomez, Gucci Mane, Chloe Angelides, Brett McLaughlin, Gino Barletta, Jonas Jeberg, Joe Khajadourian, và Alex Schwartz, được phát hành dưới dạng đĩa đơn riêng lẻ vào ngày 13 tháng 7 năm 2017.
"Fetish" được các nhà phê bình âm nhạc hoan nghênh rộng rãi, khen ngợi tính thử nghiệm rất tự nhiên của bài hát cũng như giọng hát và sự phát triển chất nghệ sĩ trong Gomez. Video âm nhạc của bài hát được đạo diễn bởi Petra Collins và phát hành ngày 26 tháng 7 năm 2017. Về mặt thương mại, đĩa đơn lọt top 10 tại Canada, Cộng hòa Séc, Phần Lan, Hungary, Lithuania, Malaysia và Slovakia; top 20 tại Lebanon, New Zealand, Philippines, Bồ Đào Nha và Tây Ban Nha; cũng như top 40 tại Úc, Áo, Đan Mạch, Pháp, Đức, Ireland, Latvia, Norway, Thụy Điển, Thụy Sĩ, Vương quốc Anh và Hoa Kỳ. Bài hát được chứng nhận Bạch kim từ RIAA.

## Danh sách bài hát
- Kỹ thuật số[1]

1. "Fetish" (hợp tác với Gucci Mane) – 3:06

- Galantis remix[2]

1. "Fetish" (hợp tác với Gucci Mane) [Galantis remix] – 3:27

## Những người thực hiện
Đội ngũ thực hiện "Fetish", dựa trên phần bìa ghi chú của album Rare.
| - Selena Gomez – hát chính, soạn nhạc - Gucci Mane – hát phụ, soạn nhạc - Chloe Angelides – giọng nền, soạn nhạc - Jonas Jeberg – sản xuất, keyboards, bass, trống, soạn nhạc - Joe Khajadourian – keyboards, bass, trống, soạn nhạc - Alex Schwartz – keyboards, bass, trống, soạn nhạc | - Brett McLaughlin – soạn nhạc - Gino "Farrago" Barletta – soạn nhạc - Benjamin Rice – sản xuất giọng hát, thu âm - The Futuristics – sản xuất - Manny Marroquin – phối khí - Chris Gehringer – chủ nhiệm |

## Xếp hạng
| Bảng xếp hạng (2017)                      | Vị trí cao nhất |
| ----------------------------------------- | --------------- |
| Úc (ARIA)                                 | 23              |
| Áo (Ö3 Austria Top 40)                    | 31              |
| Bỉ (Ultratip Flanders)                    | 2               |
| Bỉ (Ultratip Wallonia)                    | 5               |
| Canada (Canadian Hot 100)                 | 10              |
| Cộng hòa Séc (Rádio Top 100)              | 60              |
| Cộng hòa Séc (Singles Digitál Top 100)    | 10              |
| Dominican Republic Anglo (Monitor Latino) | 10              |
| Đan Mạch (Tracklisten)                    | 22              |
| Finland (Suomen virallinen lista)         | 5               |
| Pháp (SNEP)                               | 55              |
| Đức (GfK)                                 | 36              |
| Hungary (Single Top 40)                   | 19              |
| Hungary (Stream Top 40)                   | 7               |
| Ireland (IRMA)                            | 29              |
| Italy (FIMI)                              | 53              |
| Latvia (Latvijas Top 40)                  | 22              |
| Lebanon (Lebanese Top 20)                 | 12              |
| Malaysia (RIM)                            | 5               |
| Hà Lan (Single Top 100)                   | 49              |
| New Zealand (Recorded Music NZ)           | 16              |
| Na Uy (VG-lista)                          | 29              |
| Philippines (Philippine Hot 100)          | 19              |
| Bồ Đào Nha (AFP)                          | 12              |
| Scotland (OCC)                            | 36              |
| Slovakia (Rádio Top 100)                  | 53              |
| Slovakia (Singles Digitál Top 100)        | 5               |
| Tây Ban Nha (PROMUSICAE)                  | 53              |
| Thụy Điển (Sverigetopplistan)             | 24              |
| Thụy Sĩ (Schweizer Hitparade)             | 28              |
| Anh Quốc (OCC)                            | 33              |
| Hoa Kỳ Billboard Hot 100                  | 27              |
| Hoa Kỳ Pop Airplay (Billboard)            | 19              |
| Hoa Kỳ Rhythmic (Billboard)               | 39              |

| Bảng xếp hạng (2017)    | Vị trí |
| ----------------------- | ------ |
| Hungary (Stream Top 40) | 91     |

## Chứng nhận
| Quốc gia | Chứng nhận | Số đơn vị/doanh số chứng nhận |
| --- | ---------- | ----------------------------- |
| Úc (ARIA) | Vàng       | 35.000‡                       |
| Canada (Music Canada) | Bạch kim   | 80.000‡                       |
| Pháp (SNEP) | Vàng       | 100,000‡                      |
| Ý (FIMI) | Vàng       | 25.000‡                       |
| Hoa Kỳ (RIAA) | Bạch kim   | 1,000,000‡                    |
| * Chứng nhận dựa theo doanh số tiêu thụ. ^ Chứng nhận dựa theo doanh số nhập hàng. ‡ Chứng nhận dựa theo doanh số tiêu thụ và phát trực tuyến. |            |                               |

## Lịch sử phát hành
| Quốc gia       | Ngày                | Định dạng       | Phiên bản      | Nhãn       | Ref.   |
| -------------- | ------------------- | --------------- | -------------- | ---------- | ------ |
| Nhiều quốc gia | 13 tháng 7 năm 2017 | Kỹ thuật số     | Bản gốc        | Interscope | [ 1 ]  |
| Hoa Kỳ         | 25 tháng 7 năm 2017 | radio đương đại | Bản gốc        | Interscope | [ 44 ] |
| Hoa Kỳ         | 8 tháng 8 năm 2017  | radio rhythmic  | Bản gốc        | Interscope | [ 45 ] |
| Nhiều quốc gia | 23 tháng 8 năm 2017 | Kỹ thuật số     | Galantis Remix | Interscope | [ 2 ]  |